# Chiesa di Sant'Agostino (Colle di Val d'Elsa)
La chiesa di Sant'Agostino è un luogo di culto cattolico che si trova a Colle di Val d'Elsa, in provincia di Siena, all'interno dell'arcidiocesi di Siena-Colle di Val d'Elsa-Montalcino.

## Storia
Edificata nel 1305, fu trasformata a partire dal 1531, sulla base di disegni di Antonio da Sangallo il Vecchio, che ridusse in tre navate lo spazio unitario medievale.

## Descrizione

### Esterno
Esternamente sono evidenti resti della costruzione medievale, soprattutto nella facciata e nell'area absidale. La facciata, rimasta incompiuta all'altezza dell'architrave del portale gotico, presenta una struttura a salienti e, nella parte inferiore, un paramento murario in blocchi di pietra chiara. Al centro, si trova il portale, leggermente strombato, con tracce della prevista lunetta ogivale; al di sopra di essa, vi è il piccolo rosone circolare.
Lungo il fianco sinistro della chiesa, si trova il campanile, costruito nel XX secolo su progetto di Antonio Salvetti; è in stile neogotico e presenta tre ordini di finestre: monofore in quello inferiore, bifore in quello mediano e trifore in quello superiore. Sulla parte posteriore dell'abside, è visibile un'alta bifora gotica murata.

### Interno

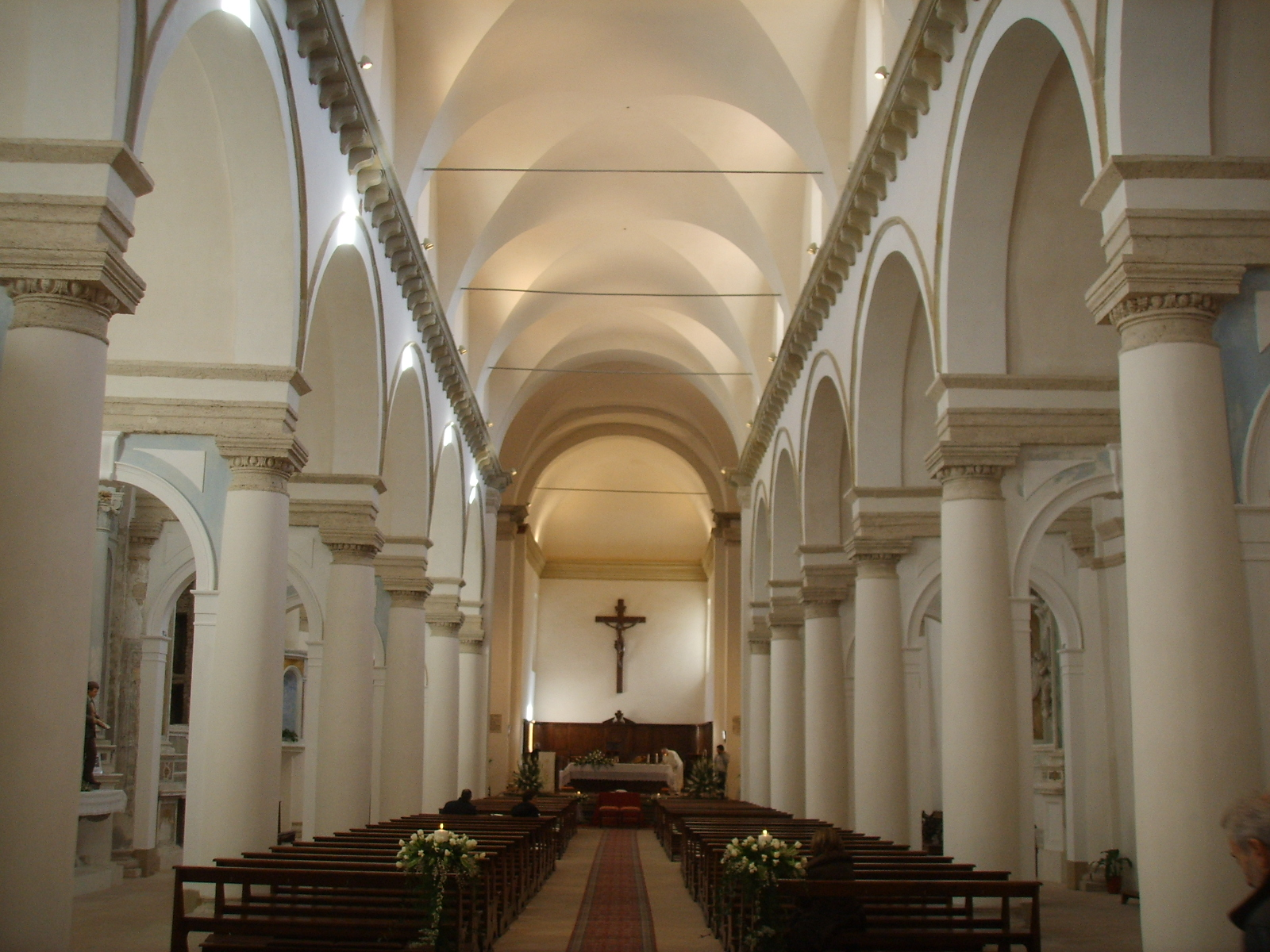
Interno

L'interno della chiesa si presenta nella veste cinquecentesca che le dette Antonio da Sangallo il Vecchio, con pianta a croce latina divisa in tre navate da colonne tuscaniche che sostengono archi a tutto sesto. La navata centrale è coperta con volta a botte lunettata ed è priva di scansione in campate; invece, ciascuna delle due navate laterali, è composta da sette campate coperte con volta a botte trasversale e divise da archi a tutto sesto a ridosso dei quali si appoggiano le colonne. Oltre il transetto, in corrispondenza della navata centrale, si trova l'abside quadrangolare, con volta a padiglione. 
All'ingresso della navata destra si trova l’altare barocco della famiglia Cini con l’edicola in legno dorato, nel quale è una replica del Volto Santo del pittore fiorentino Carlo Dolci. Nella stessa cappella è anche la quattrocentesca Madonna col Bambino di Taddeo di Bartolo. 
Più avanti è l'altare Bardi costituito da un'altra edicola, ma in pietra serena, che custodisce una tela con il Martirio di santa Caterina d'Alessandria di Giovan Battista Pozzo. 
Nel transetto destro è la cappella Bertini, con apparato decorativo marmoreo, busti dei committenti e volta con stucchi. All'altare è una Deposizione e santi del Cigoli, mentre alla parete destra è una Natività della Vergine, firmata da Giuliano Biagi, allievo fiorentino di Giovan Battista Paggi, e datata 1591.
La Cappella maggiore è coperta con volta a botte ed ospita, oltre al coro ligneo, l'altare maggiore.
In chiesa sono anche la Deposizione e santi di Ridolfo del Ghirlandaio (1519) ed un'edicola in marmo di Baccio da Montelupo che contiene un affresco quattrocentesco con la Madonna in trono. Alla destra del presbiterio.

## Galleria d'immagini

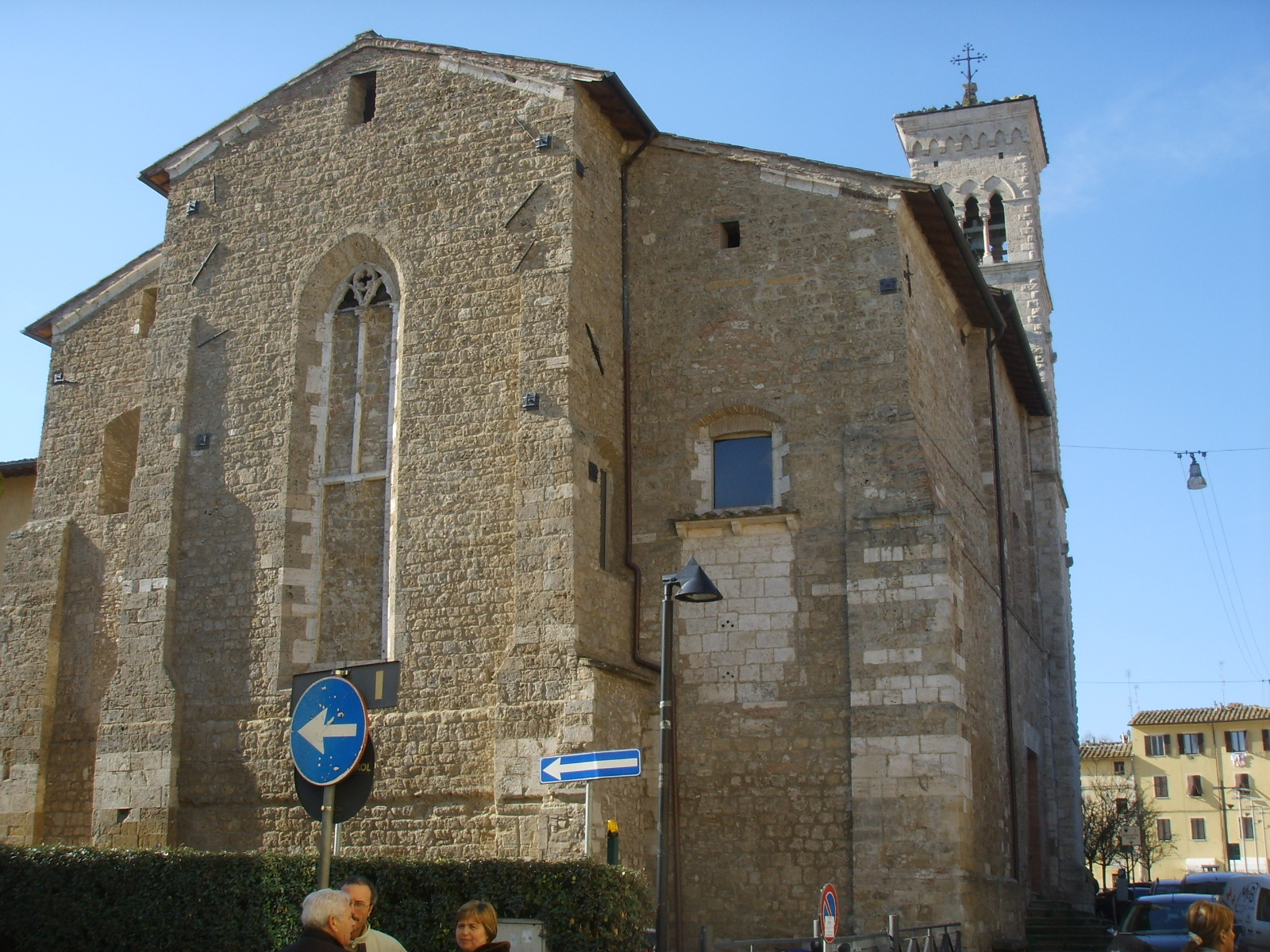
Esterno dell'abside
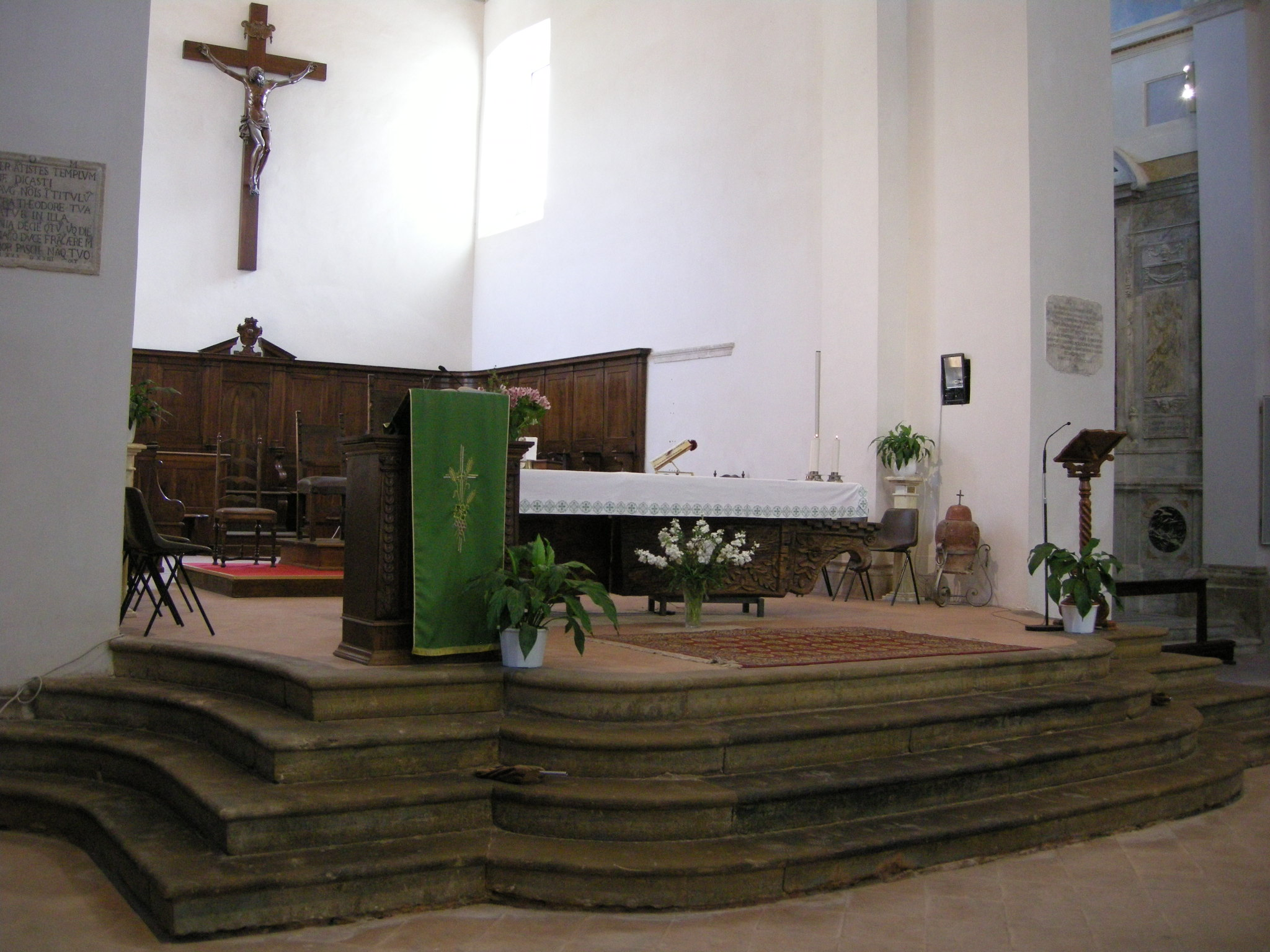
Il presbiterio
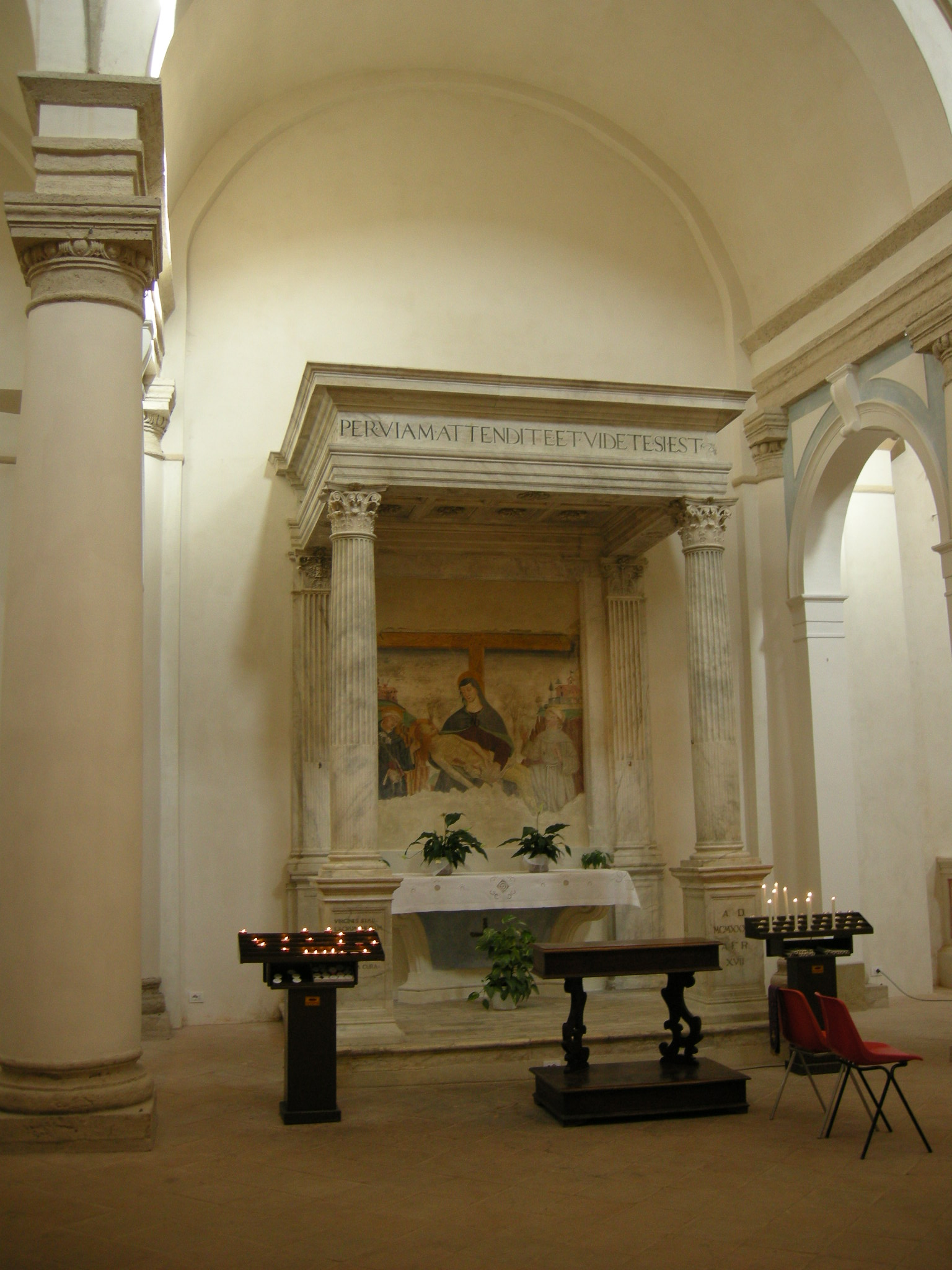
Edicola di Baccio da Montelupo (1515)
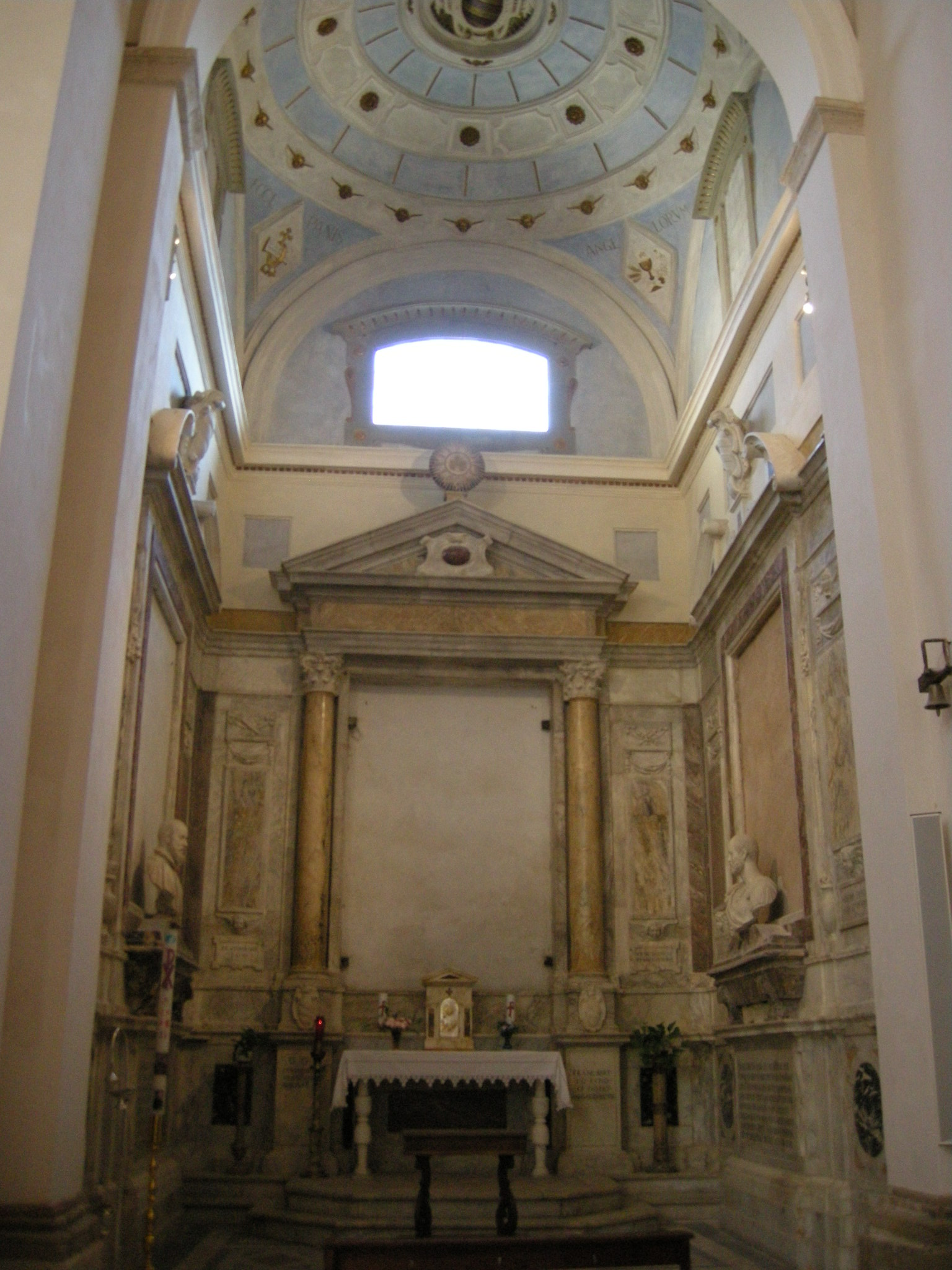
La cappella Bertini